# Mārcis Šteinbergs
Mārcis Šteinbergs (Ogre, 28 agosto 2001) è un cestista lettone.

## Carriera

### Nazionale
Nel 2019 ha disputato, con la nazionale Under-19 lettone, il Mondiale di categoria.

## Palmarès
- Liga catalana: 1

Manresa: 2021